# Aplauso (revista)
Aplauso é uma revista brasileira publicada pela Via Design e dedicada à divulgação e ao debate cultural com ênfase no Rio Grande do Sul.

## A Revista
A publicação foi criada em 1988 com o intuito de divulgar e debater iniciativas artísticas produzidas no estado do Rio Grande do Sul, assim como no restante do Brasil, nas áreas do cinema, teatro, música, literatura, artes plásticas, arquitetura ou museologia, entre outras manifestações culturais. Além disso, a revista também se propõe a estimular e promover ações empresariais de apoio à cultura. Segundo seu diretor-geral, Jorge Polydoro, é a segunda revista de cultura mais vendida no país..

## Prêmios
- Prêmio Açorianos de Literatura nos anos de 1999, 2004, 2005, 2006 e 2007 [2].
- Troféu Amigo do Livro 2002 (promovido pela Câmara Rio-grandense do Livro).
- Prêmio Rodrigo Mello Franco 2003, promovido pelo Instituto do Patrimônio Histórico e Artístico Nacional (IPHAN).
- Prêmio O Sul – Nacional e os Livros 2004 (oferecido por Sonae e Rede Pampa).
- Troféus no Prêmio ARI de Reportagem Cultural em 2005 e 2007), entregue pela Associação Rio-grandense de Imprensa (pelas matérias de capa sobre Erico Veríssimo, de Paulo César Teixeira, e sobre o mercado cultural brasileiro, de Daniel Feix) [3].

Além disso, a revista Aplauso foi homenageada pela Câmara Municipal de Porto Alegre em 2006 pela sua contribuição à cultura gaúcha.